# Baldo degli Ubaldi
Baldo degli Ubaldi (Perusa, Itàlia, 2 d'octubre de 1327 – Pavia, Itàlia, 28 d'abril de 1400) fou un jurista italià, deixeble de Bàrtolo de Sassoferrato i professor de les universitats de Bolonya, Perusa, Pisa, Pàdua i Pavia.

## Biografia
Germà dels juristes Angelo i Pietro, estudià dret civil a Perusa i, probablement, dret canònic a Siena. A Perusa fou mestre de Paolo di Castro i del cardenal Francesco Zabarella, i posteriorment de Pierre Roger de Beaufort, que el 1370 fou elegit papa amb el nom de Gregori XI.
Després del cisma d'occident (1378), el papa Urbà VI el requerí al seu costat com a conseller jurídic per a donar-li suport enfront de l'antipapa Climent VII d'Avinyó.

## Obres
Fou autor de nombrosos Comentaris a les diverses parts del Corpus Iuris Civilis de Justinià, als tres llibres de les Decretals i als Libri feudorum.
En el dret públic seguí la via traçada per Bàrtolo i va estendre el principi rex in regno suo est imperator als municipis, respecte als quals sostingué que, malgrat estar subjectes a l'autoritat imperial, tenien el dret d'elegir lliurement els seus governants, essent suficient a tal fi el consentiment tàcit de l'emperador (teoria posteriorment represa per Coluccio Salutati).
Entre les seves principals obres destaquen: els Tractats de syndicatu officialium, de duobus fratribus, de significatione verborum, de pace Constantiae, de feudis i la Summula respiciens facta mercatorum, que conté una sèrie d'observacions i principis (Consilia) que va formular quan era consultor de l'art del comerç de Perusa, i que van assentar les bases per a la formació del dret mercantil.
A Baldo es deu, també, el primer estudi sobre la lletra de canvi.

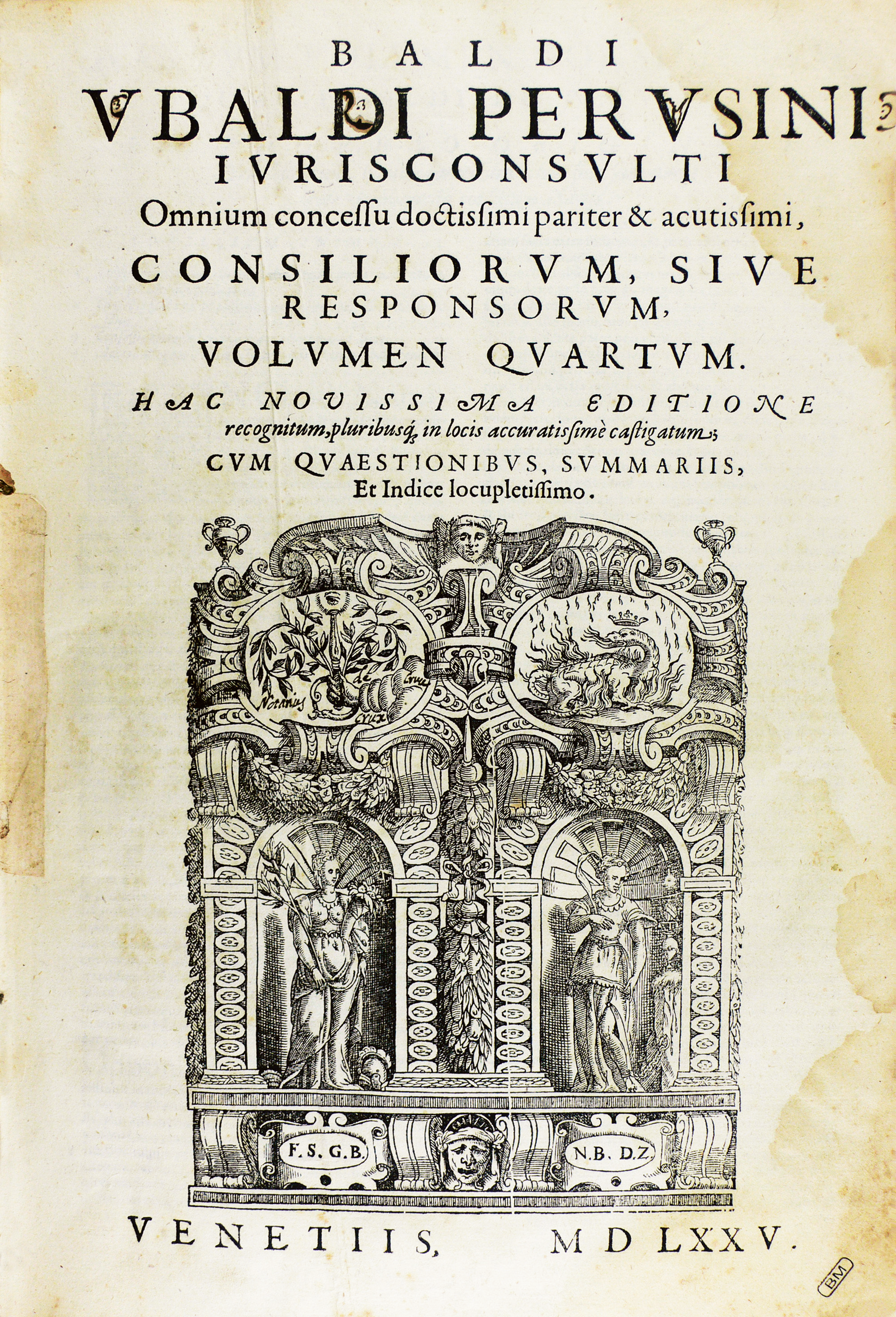
Consiliorum, siue responsorum, 1575
In usus feudorum commentaria, 1580